# Kærlighedens Komedie
Kærlighedens Komedie (originaltitel Three Ages) er en amerikansk stumfilm fra 1923 af Edward F. Cline og Buster Keaton.

## Medvirkende
- Buster Keaton
- Margaret Leahy
- Wallace Beery
- Joe Roberts
- Lillian Lawrence
- Kewpie Morgan som Roman Thu